# Трепка, Евстахий
Евстахий Трепка (пол. Eustachy Trepka; около 1510 — 17 октября 1558) — польский лютеранский богослов, пастор и переводчик. Один из первых и усерднейших распространителей протестантизма в Польше XVI века.
Шляхтич герба Топор. Обучался в Любранской академии (лат. Collegium Lubranscianum) в Познани. В 1540-х годах отправился в Виттенберг, где встретился с Мартином Лютером и его сподвижником Филиппом Меланхтоном.
В 1546 году Е. Трепка был приглашён герцогом Пруссии Альбрехтом в Кёнигсберг (ныне Калининград), столицу герцогства Пруссии, которая в то время была феодальным владением Королевства Польского. Там герцог Альбрехт поручил Трепке выполнить перевод религиозных произведений с латыни на польский язык. В результате он перевёл на польский весь Новый Завет.
Кроме того, работы, переведенные Е. Трепкой включают «Mleko duchowne dla karmienia i wychowywania chrześcijańskich dziatek» (1556, «Духовное молоко для окормления и воспитания христианских детей») испанского теолога Хуана де Вальдеса и «Большой Катехизис» Иоганна Бренца.
Позже служил советником герцога по польским вопросам и в качестве домашнего переводчика.
Евстахий Трепка был идеологическим противником польского протестантского евангелического реформатора Яна Лаского и великопольских конгрегационалистов.

## Избранные труды
- «Postylla Arsacyjusza» (Кёнигсберг, 1557),
- «Catechismus, to iest zupełna nauka chrześijąnsca przez Jana Brencyjusza» (там же, 1556);
- «Książki о tem skąd wzięł początek słowo Boże» (там же, 1557);
- «Tragedyja Ochina о papieżu» (там же, 1558).